# 线叶荛花
线叶荛花（学名：Laplacea linearifolia）是山茶科南美大头茶属的植物，是中国的特有植物。分布在中国大陆的四川等地，生长于海拔3,200米的地区，目前尚未由人工引种栽培。